# スティーヴ・グロスマン
スティーヴ・グロスマン（Steve Grossman、1951年1月18日 - 2020年8月13日 ）は、アメリカ・ニューヨーク生まれのフュージョン、ハード・バップのサックス奏者。

## 来歴
スティーヴ・グロスマンは、マイルス・デイヴィスのフュージョン・バンドにおいてウェイン・ショーターの後釜となった。その後、1971年から1973年にわたって、エルヴィン・ジョーンズのバンドに在籍した。
1970年、1981年に2度、日野皓正と、1980年11月-1981年1月に菊地雅章と、1970年にチック・コリアと、1974年にディジー・リースと、1990年にルネ・ユルトルジェと、1998年にミシェル・ペトルチアーニと、2000年にジョニー・グリフィンと、レコーディングで共演した。
1975年には菊地雅章・日野皓正率いる「東風 (こち)」の日本ツアーに参加し、ツアーの合間に新宿PIT INNなどでも演奏した。また1986年1月、1987年1月、2014年10月に来日し、東京のジャズクラブ・SOMEDAYで各1週間、及び全国ツアーを興行した。

## ディスコグラフィ

### リーダー・アルバム
- 『サム・シェイプス・トゥ・カム』 - Some Shapes to Come (1974年、PM)
- 『ムーン・ダンス』 - Jazz A Confronto 23 (1975年、Horo)
- 『テラ・ファーマ』 - Terra Firma (1977年、PM)
- 『ボーン・アット・ザ・セイム・タイム』 - Born at the Same Time (1977年)
- New Moon (1978年、Musica) ※with ジャン・フランソワ・ジェニー・クラーク
- 『パースペクティヴ』 - Perspective (1979年、Atlantic)
- Way Out East Vol 1 (1984年)
- Way Out East Vol 2 (1984年)
- 『ホールド・ザ・ライン』 - Hold the Line (1984年)
- Love Is The Thing (1985年)
- 『スティーヴ・グロスマン Vol.1』 - Volume 1 (1986年、DIW)
- 『スティーヴ・グロスマン Vol.2』 - Volume 2 (1986年、DIW)
- 『スタンダード』 - Standards (1986年、DIW)
- 『カトーナ』 - Katonah (1987年、DIW)
- Bouncing with Mr. A.T. (1989年)
- Moon Train (1990年)
- Reflections (1990年)
- 『ライヴ・アット・カフェ・プラガ』 - Live: Cafe Praga (1990年) ※旧邦題『ブルース・ウォーク』
- My Second Prime (1990年)
- 『ライヴ・アット・ザ・サムデイ Volume.1』 - "Live" At The Someday Volume 1 (1990年)
- Do It (1991年)
- In New York (1991年)
- I'm Confessin' (1992年)
- Time to Smile (1993年)
- A Small Hotel (1993年)
- 『パリジャン・ウェルカム』 - Steve Grossman Quartet with Michel Petrucciani (1998年)
- 『OUR OLD FRAME』 - Our Old Frame (1999年) ※with 吉田正広
- 『スティーヴ・グロスマン&ジョニー・グリフィン・クィンテット』 - Johnny Griffin & Steve Grossman Quintet (2000年)
- I'm Confessin' (2007年) ※1992年録音
- 『ホームカミング』 - Homecoming (2011年)

### ストーン・アライアンス
- 『ストーン・アライアンス』 - Stone Alliance (1976年)
- 『コン・アミーゴ』 - Con Amigos (1977年)
- 『ストーン・アライアンス〜マルシオ・モンタローヨス』 - Marcio Montarroyos & Stone Alliance (1977年) ※旧邦題『ミーツ・ブラジル』
- 『ライヴ・イン・ブレーメン』 - Live In Bremen (2005年) ※1977年録音
- 『ライヴ・イン・アムステルダム』 - Live In Amsterdam (2005年) ※1977年録音
- 『ライヴ・イン・ブエノス・アイレス』 - Live In Buenos Aires (2005年) ※1977年録音

### 参加アルバム
マイルス・デイヴィス
- 『マイルス・デイヴィス・アット・フィルモア』 - Miles Davis at Fillmore: Live at the Fillmore East (1970年)
- 『ジャック・ジョンソン』 - A Tribute to Jack Johnson (1970年)
- 『ライヴ・イヴル』 - Live=Evil (1971年)
- 『ブラック・ビューティ』 - Black Beauty (1973年) ※1970年録音
- 『ビッグ・ファン』 - Big Fun (1974年) ※1969年-1972年録音
- 『ゲット・アップ・ウィズ・イット』 - Get Up With It (1974年) ※1970年-1974年録音
- 『マイルス・アット・ザ・フィルモア マイルス・デイビス1970 - ブートレグ・シリーズVol.3』 - Miles at the Fillmore - Miles Davis 1970: The Bootleg Series Vol. 3 (2014年) ※1970年録音

エルヴィン・ジョーンズ
- 『メリー・ゴー・ラウンド』 - Merry-Go-Round (1971年、Blue Note)
- 『ミスター・ジョーンズ』 - Mr. Jones (1972年、Blue Note)
- 『ライヴ・アット・ザ・ライトハウス』 - Live at the Lighthouse (1972年、Blue Note)
- At This Point in Time (1973年、Blue Note)
- 『ニュー・アジェンダ』 - New Agenda (1975年、Vanguard)
- 『ザ・メイン・フォース』 - The Main Force (1976年、Vanguard)
- 『ライヴ・アット・オリンピア1972』 - Live At Paris Olympia (2020年、P.M.) ※1972年録音
- 『ジャズ・ワークショップ・ボストン 1973』 - Jazz Workshop Boston 1973 (2020年、Equinox) ※1973年録音

日野皓正
- 『アローン・トゥゲザー』 - Alone together (1970年)
- 『ジャーニー・トゥ・エアー』 - Journey to Air (1970年)
- 『ダブルレインボー』 - Double Rainbow (1981年)

中村照夫
- 『ユニコーン』 - Unicorn (1973年)
- 『ライジング・サン』 - Rising Sun (1976年)

菊地雅章
- 『ウィッシズ』 - Wishes/Kochi (1976年) ※東風 (こち)名義
- 『ススト』 - Susto (1980年)
- 『ワン・ウェイ・トラヴェラー』 - One way traveller (1980,1981年)

その他
- チック・コリア : 『ザ・サン』 - The Sun (1970年)
- ディジー・リース : Possession, exorcism, peace (1974年)
- ルネ・ユルトルジェ : Serena (1990年)
- ウェルドン・アーヴィン : 『アンド・ザ・キャッツ』 - Weldon & the Kats (1968年)
- ダン・ウォール : Song for the Night (1980年)
- レイ・マンティラー : Synergy (1986年)
- リカルド・ファッシ : Il Principe (1989年)
- シモン・グーベル : Haiti (1991年)
- フレッド・トンプキンス : Fanfare 8 (2000年、F.K.T.)
- ハリー・ウィテカー : One Who Sees All Things (2008年)
- ジョージ大塚 : 『マラカイボ・コーンポーン』 - Maracaibo Cornpone (1978年)
- ジャズ・トライブ : The Jazz Tribe (1990年)
- シックス&ハーフ : 『ニューヨーク-パリ-ニース』 - New York - Paris - Nice (1997年)
- Various Artists : Jazz Jamboree '72 (1972年)
- Various Artists : Jazz A Confronto 17 - Jac's Anthology (1974年)